# Nina Marković-Khaze
Nina Marković-Khaze (Serbe: Нина Марковић Казе), née le 20 juillet 1983, est une politologue et journaliste australienne,,.

## Biographie
Nina Marković-Khaze est née à Belgrade, en Serbie, où elle a grandi. Elle vit en Australie depuis 1999, où elle est diplômée de l'Université d'Australie occidentale et a poursuivi des études de maîtrise en études diplomatiques et en langue italienne à l'Université nationale australienne. Elle a obtenu son doctorat en sciences politiques avec une thèse sur la Historical Cross-Section of Diplomatic Relations Between Serbia and the European Union (étude transversale historique des relations diplomatiques entre la Serbie et l'Union européenne).
Marković-Khaze a été Professeure (Senior Research Fellow) pour l'Europe et le Moyen-Orient au Parlement australien, déléguée parlementaire pour les États du Pacifique et présidente de l'Association d'études européennes d'Australie et de Nouvelle-Zélande. Elle est lectrice au Département de sécurité et de criminologie de l'Université Macquarie à Sydney et journaliste du programme en langue serbe de SBS Radio.
Elle est l'une des fondatrices et membre du conseil d'administration du Conseil Serbe d'Australie (SCOFA, Serbian Council of Australia), une association politique d'australiens serbes. Elle est aussi membre du comité exécutif de l'Association australasienne pour les études communistes et postcommunistes, et membre d'AusBiotech, une association de biotechnologie.
Elle est aussi rédactrice en chef d'Allergies, Immunity & Microbiome News, une revue d'Immunity Group Australia, une société qu'elle a cofondée avec l'allergologue et immunologiste américain Douglas Jones.

## Publications

### Livres
- The Immune Fitness Project – Food Allergy Resilience(Immunity Group Australia, 2023), avec Douglas Jones[8]
- Complex Migration: Australian Files (Impressions Publishing, 2024), avec Adam Khaze[9]

### Selection d'articles
- « The Role of Pro-Reform Civil Society in Serbia's Accession to the EU: Oppositional Discourses, Watchdog Role, and EU Advocacy », Australian and New Zealand Journal of European Studies, No. 10 (3), pp. 24–48 (Association des études européennes d'Australie et de Nouvelle-Zélande, 2018)[10]
- « European Diplomacy in Crisis Lessons » – Du congrès de Berlin de 1878, « Reform, Revolution, and Crisis in Europe – Landmarks in History, Memory and Thought » (Routledge, 2019) [11]
- « Fleeing Communism – Yugoslav and Vietnamese Post-War Migration to Australia and Changes to Immigration Policy, 30 Years Since the Fall of the Berlin Wall », pp. 405–425 (Springer Singapour, 2020), avec Adam Khaze[12]
- « The EU's Stability-Democracy Dilemma in the Context of the Problematic Accession of the Western Balkan States », Journal of Contemporary European Studies, No. 29 (2), pp. 169–183 (Routledge, 2021), avec Nicholas Ross Smith et Maja Kovačević[13]
- « Is China's Rising Influence in the Western Balkans a Threat to European Integration? » Journal of Contemporary European Studies, No. 29 (2), pp. 234–250 (Routledge, 2021), avec Xiwen Wang[14]
- « Perceptions of the EU in the Western Balkans Vis-à-Vis Russia and China », European Foreign Affairs Review, No. 27 (1), pp. 81–108 (Wolters Kluwer, 2022)[14]